# Esclerose múltipla de Marburg
A esclerose múltipla aguda de Marburg, também conhecida como esclerose múltipla de Marburg ou esclerose múltipla aguda fulminante, é uma forma particularmente agressiva da esclerose múltipla. Muito rara, esta forma altamente agressiva é definida por seu rápido declínio e implacável deficiência significativa ou até a morte, muitas vezes dentro de algumas semanas ou meses após o início do ataque inicial. É caracterizado por ampla e progressiva destruição de matéria branca cerebral ou por envolvimento patológico clinicamente grave de regiões estratégicas como o tronco cerebral, resultando em paralisia bulbar.